# Аполлон-12
«Аполло́н-12» (англ. Apollo 12) — пилотируемый космический корабль серии «Аполлон», в ходе полёта которого в 1969 году люди второй раз в истории совершили посадку на поверхность другого небесного тела — Луны.

## Экипажи
Основной экипаж
- Чарльз Конрад — командир (3-й космический полёт)
- Ричард Гордон — пилот командного модуля (2-й космический полёт)
- Алан Бин — пилот лунного модуля (1-й космический полёт)

Конрад и Гордон — опытные астронавты, прошедшие программу «Джемини». Изначально с ними в тройке тренировался Клифтон Уильямс, однако он погиб в авиакатастрофе. По личному предложению Конрада, начиная с экипажа-дублёра Аполлон-9, Уильямса заменил ранее не летавший Алан Бин (Конрад хорошо знал его с начала 60-х, когда работал инструктором в школе лётчиков-испытателей, а Бин был его учеником). Все члены экипажа были офицерами ВМС США, что оказало влияние на название корабля и символику миссии.
Дублирующий экипаж
- Дэвид Скотт
- Альфред Уорден
- Джеймс Ирвин

Экипаж поддержки
- Джеральд Карр
- Эдвард Гибсон
- Пол Вейтц

## Общие сведения
- Корабль включал в себя командный модуль (образец 108) и лунный модуль (образец LM-6).
- Для командного модуля астронавты выбрали позывной «Янки Клипер», для лунного модуля — «Интрепид» (Бесстрашный) — названия кораблей американского военно-морского флота, отличившихся в боях.
- Эмблема полёта — парусник (клипер) на фоне Луны. Четвёртая звезда в эмблеме полёта была добавлена в память о Клифтоне Уильямсе.
- Масса корабля 43,9 т.
- Для запуска использовалась ракета «Сатурн-5» (образец AS-507).
- Цель полёта — высадка на Луне с проведением исследований по более широкой программе, чем при полёте корабля «Аполлон-11».

## Задачи полёта
Предусматривали посадку на Луну в Океане Бурь примерно в 1540 км к западу от места посадки корабля «Аполлон-11», сбор образцов лунного грунта, фотографирование на поверхности Луны, установку на Луне научных приборов, фотографирование поверхности Луны с селеноцентрической орбиты (в частности- некоторых участков, выбранных для последующих посадок кораблей серии «Аполлон», поиск автоматического космического аппарата «Сервейер-3» (совершил посадку на Луну 20 апреля 1967 года), демонтаж некоторых деталей указанного аппарата и доставка их на Землю для изучения влияния длительного пребывания в лунных условиях, проведение телевизионных сеансов с борта корабля и с поверхности Луны.
Программа полёта была выполнена почти полностью (из-за неисправности телевизионной камеры не удалось провести два запланированных сеанса цветного телевидения с Луны).

## Предстартовая подготовка и старт

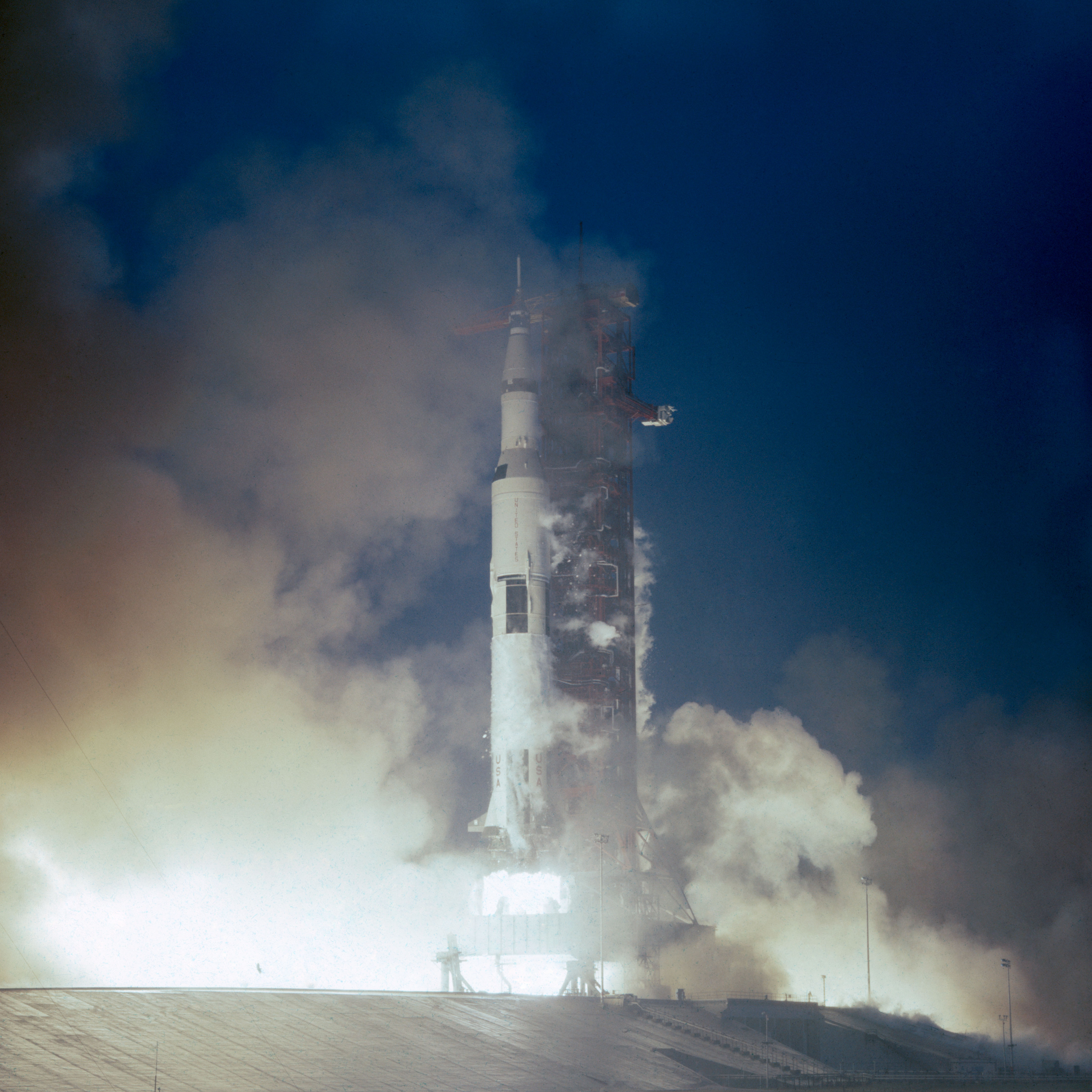
Старт РН Сатурн-5 с «Аполлоном-12»

Предстартовая подготовка протекала нормально до 12 ноября, когда была обнаружена течь в бачке с жидким водородом для топливных элементов. 13 ноября неисправный бачок был заменён другим, демонтированным с корабля «Аполлон-13», который в это время проходил проверку в здании вертикальной сборки. После замены бачка предстартовая подготовка проходила нормально.
В Центре управления запуском среди почётных гостей присутствовал президент Никсон. На космодроме и в прилегающих районах старт наблюдали около 300 тысяч человек.
Несмотря на метеорологические условия (дождь, низкая грозовая облачность) — запуск решили не откладывать, поскольку при следующей возможной дате запуска пришлось бы отказаться от посадки в районе аппарата «Сервейер-3».
Корабль «Аполлон-12» стартовал 14 ноября 1969 года в 16 часов 22 минуты GMT на 670 мкс позже расчётного времени.
На первой минуте полёта возникла аварийная ситуация вследствие двух атмосферных электрических разрядов (на 37-й и 53-й секундах полёта). Разряды вызвали аварийное отключение топливных элементов корабля (Бин снова включил их вручную на второй минуте полёта) и вывели из строя некоторые датчики корабля. Второй разряд привёл к тому, что гироскопы системы наведения и навигации корабля встали на упоры. Гироплатформа системы наведения и навигации была вновь настроена позже по наблюдениям звёзд. На работе системы наведения ракеты-носителя электрические разряды не отразились, корабль был выведен на геоцентрическую орбиту, близкую к расчётной.
Решающую роль в продолжении миссии сыграл инженер Центра управления полётами Джон Аарон, рекомендация которого позволила восстановить работоспособность бортовой телеметрии корабля и убедиться в исправности оборудования. Аарон предложил перевести переключатель SCE (Signal Conditioning Equipment) в положение Aux. Никто из наземной команды не знал о такой возможности, но рекомендация была передана на борт «Аполлона-12», и астронавт Бин сумел её реализовать. После такого вмешательства и перезапуска бортовой электроники Центр управления смог получать данные телеметрии, опираясь на которые было принято решение о целесообразности вывода корабля на лунную траекторию.

## Второй старт и полёт к Луне
После выхода последней ступени ракеты-носителя с кораблём на начальную геоцентрическую орбиту экипаж в течение примерно двух часов производил проверку бортовых систем, обращая особое внимание на поиск возможных повреждений в результате электрических разрядов. Проверка не обнаружила никаких существенных неисправностей.
На третьем часу полёта двигатель последней ступени был включён вторично и вывел ступень с кораблём на траекторию полёта к Луне.
После манёвра перестроения отсеков корабль был уведён на безопасное расстояние от последней (третьей) ступени ракеты-носителя и начал самостоятельный полёт к Луне. Изначально предполагалось, что третья ступень S-IVB будет выведена на гелиоцентрическую орбиту, однако из-за нештатной работы её двигателей она прошла вблизи Луны 18 ноября 1969 года и осталась на квазистабильной геоцентрической орбите.
В ходе полёта была проведена не предусмотренная первоначальной программой проверка систем лунного модуля (в частности, опасались повреждения электрическим разрядом при старте электронной системы радиолокатора). Проверка показала, что бортовые системы лунного модуля исправны.

## Посадка на Луну

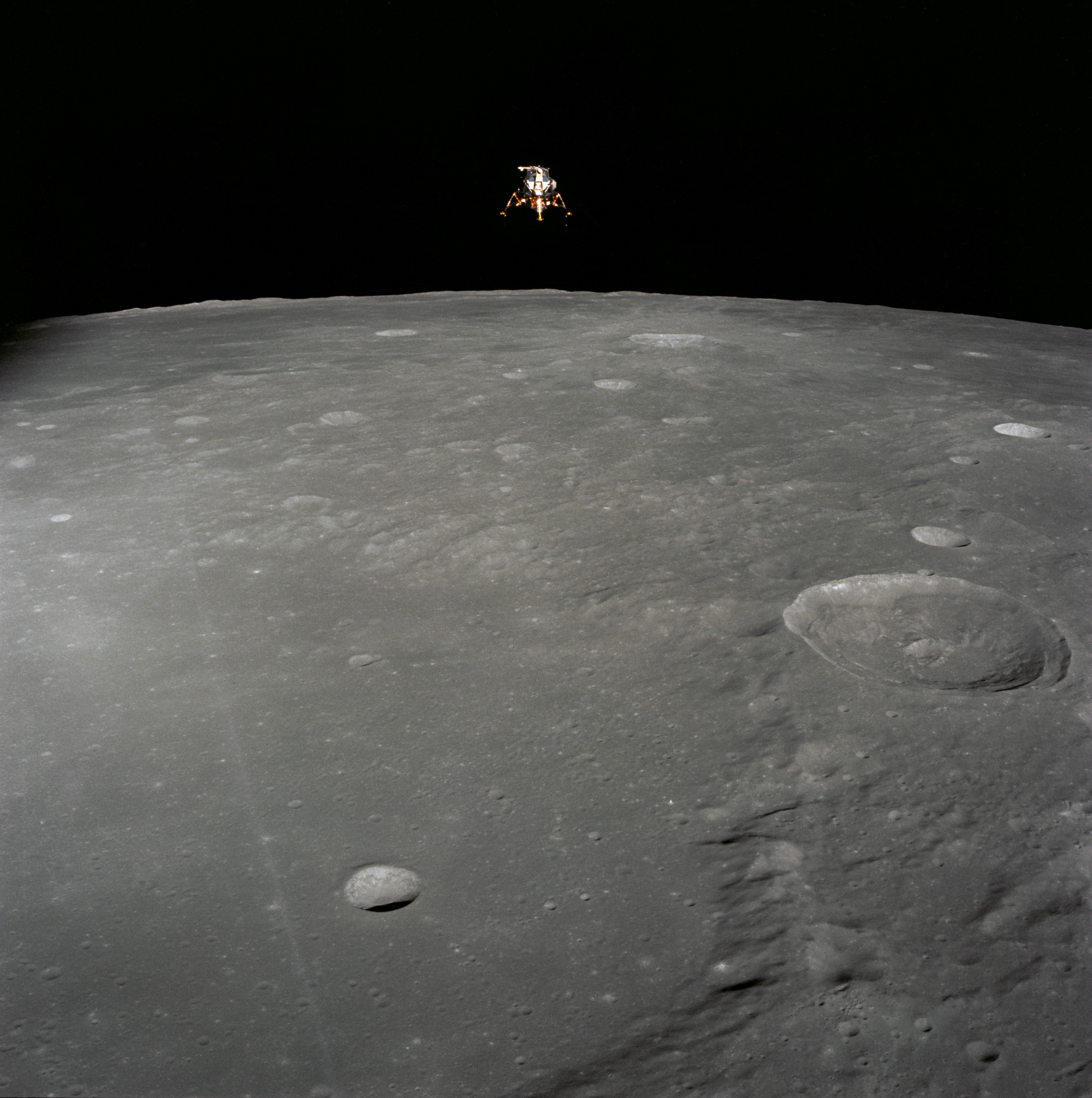
Лунный модуль Аполлона-12 «Интрепид» начинает спуск на лунную поверхность. Фотография НАСА.

Конрад и Бин перешли в лунный модуль примерно за четыре часа до расстыковки модуля с командным. Расстыковка произошла на сто восьмом часу полёта. Модули были отведены друг от друга на расстояние около пяти километров.
На сто десятом часу полёта был включён двигатель посадочной ступени лунного модуля, и началась отработка автоматической программы посадки.
На высоте 162 метра над поверхностью Луны началась отработка полуавтоматической программы посадки. Бортовое оборудование лунного модуля работало исключительно эффективно. В частности Конрад доложил, что если бы продолжала отрабатываться автоматическая программа посадки, а такая возможность предусматривалась, то лунный модуль опустился бы прямо на аппарат «Сервейер-3».
Конрад решил перелететь через аппарат «Сервейер-3» и посадить лунный модуль у противоположного края кратера, в котором стоял аппарат. Конрад наблюдал местность через иллюминатор, а Бин в это время считывал вслух показания приборов. На высоте примерно 40 метров (чуть больше 130 футов) струя двигателя начала поднимать облако пыли с поверхности Луны, затем поднятая пыль почти скрыла поверхность, и в результате Конрад посадил модуль ближе к краю кратера, чем намеревался.
Посадка на Луну произошла 19 ноября 1969 года в 6 часов 54 минуты 43 секунды GMT. Бортовое время посадки 110 часов 32 минуты 43 секунды. Лунный модуль опустился в сорока пяти метрах от края кратера на расстоянии примерно двухсот метров от аппарата «Сервейер-3».

## Пребывание на Луне

### Первый выход

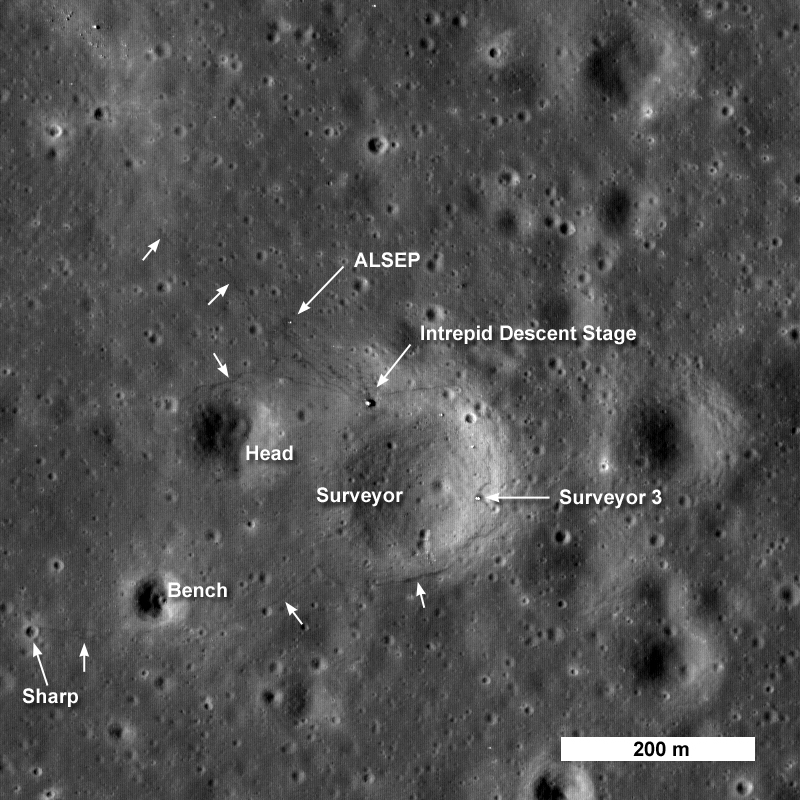
Место посадки Аполлона-12, сфотографированное Lunar Reconnaissance Orbiter

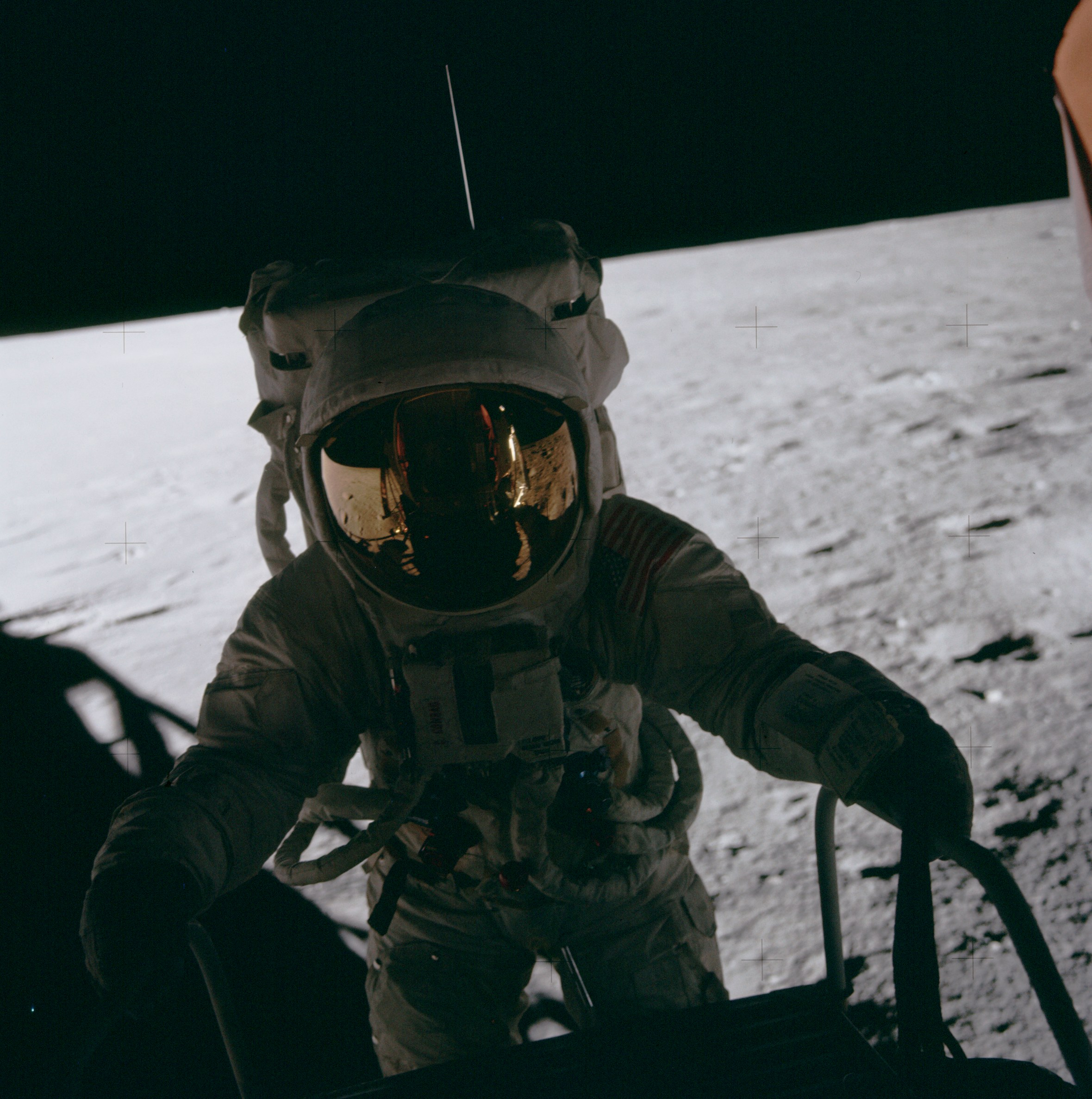
Чарльз Конрад выходит из лунного модуля.

После посадки астронавты в течение нескольких минут находились в готовности совершить аварийный старт с Луны. Поскольку обстановка аварийного старта не требовала, астронавты получили разрешение Центра управления и начали готовиться к своему первому выходу на Луну.
Первым на поверхность Луны в бортовое время 115 часов 22 минуты спустился Конрад. От него ждали исторической фразы, подобной той, которую произнёс Нил Армстронг («Это один маленький шаг для человека, но гигантский скачок для всего человечества»), однако Конрад, вспоминая слова Армстронга и намекая на свой небольшой рост, сказал:

Возможно, для Нила он был маленький, но для меня — большой.
Оригинальный текст (англ.)
Whoopee! Man, that may have been a small one for Neil, but that's a long one for me.

Позже, уже на Земле, он признался, что поспорил на 500 долларов с Орианой Фаллачи, что произнесёт именно это, чтобы доказать ей, что фраза Армстронга не была навязана ему заранее и что руководство НАСА не программирует астронавтов, когда и что говорить. Он добавил, что деньги брать вовсе не собирался. Но если совсем точно, то фраза Армстронга относилась именно к первому шагу, а Конрад свои слова произнёс, спрыгнув с последней ступени (бортовое время — 115:22:16), ступенька при этом оказалась на уровне его пояса (слово «шаг» он не говорил). Когда же он сделал шаг (115:22:24), он добавил: «О, она мягкая и нежная».
Конрад собрал первые образцы лунного грунта. Его ноги глубоко проваливались в лунную пыль, и ему приходилось высоко поднимать их при ходьбе. Пыль оседала на скафандр и все предметы, которыми пользовались астронавты. По их оценкам, глубина слоя пыли была значительно большей, чем на месте посадки корабля «Аполлон-11».

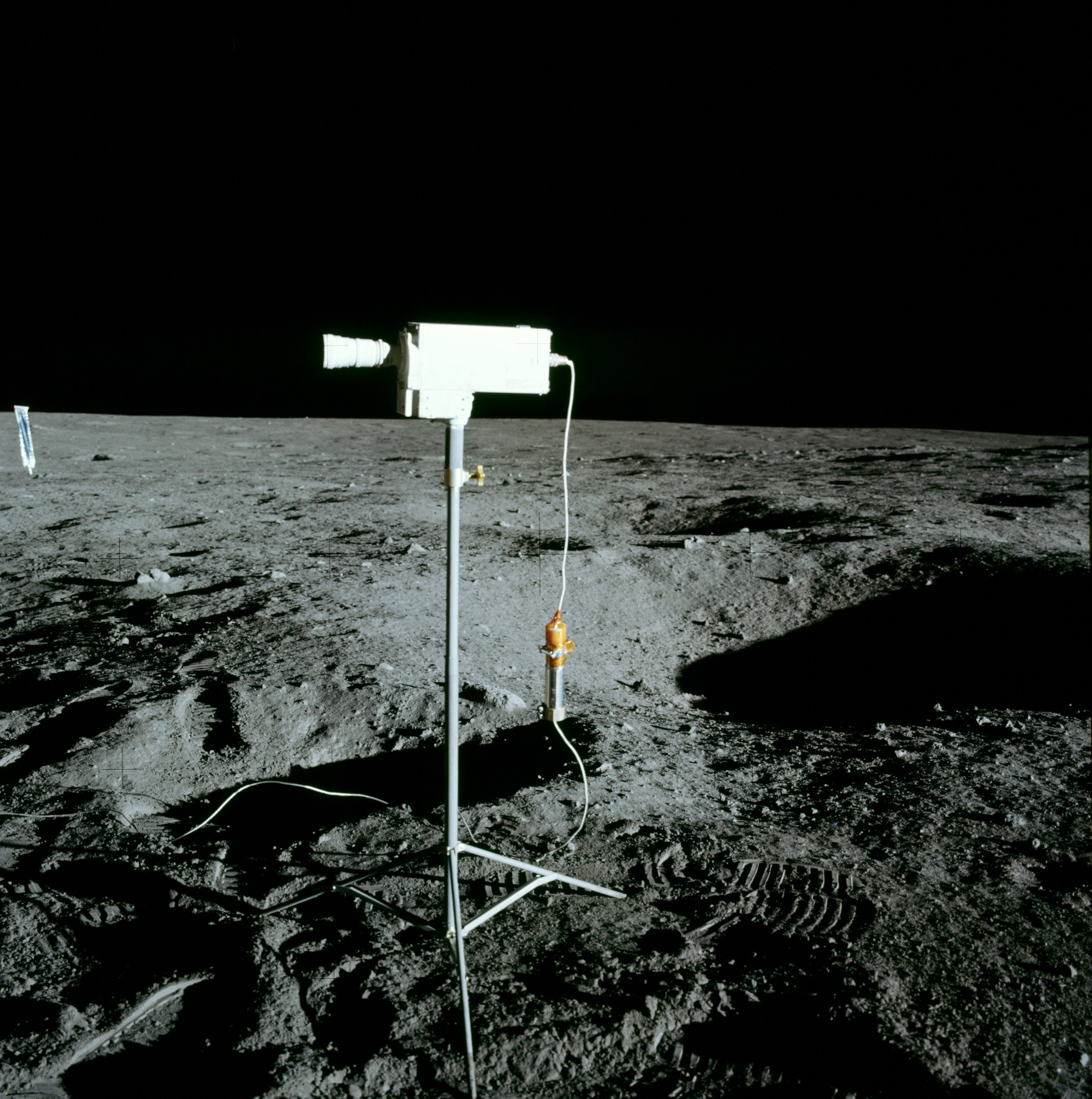
Телекамера.

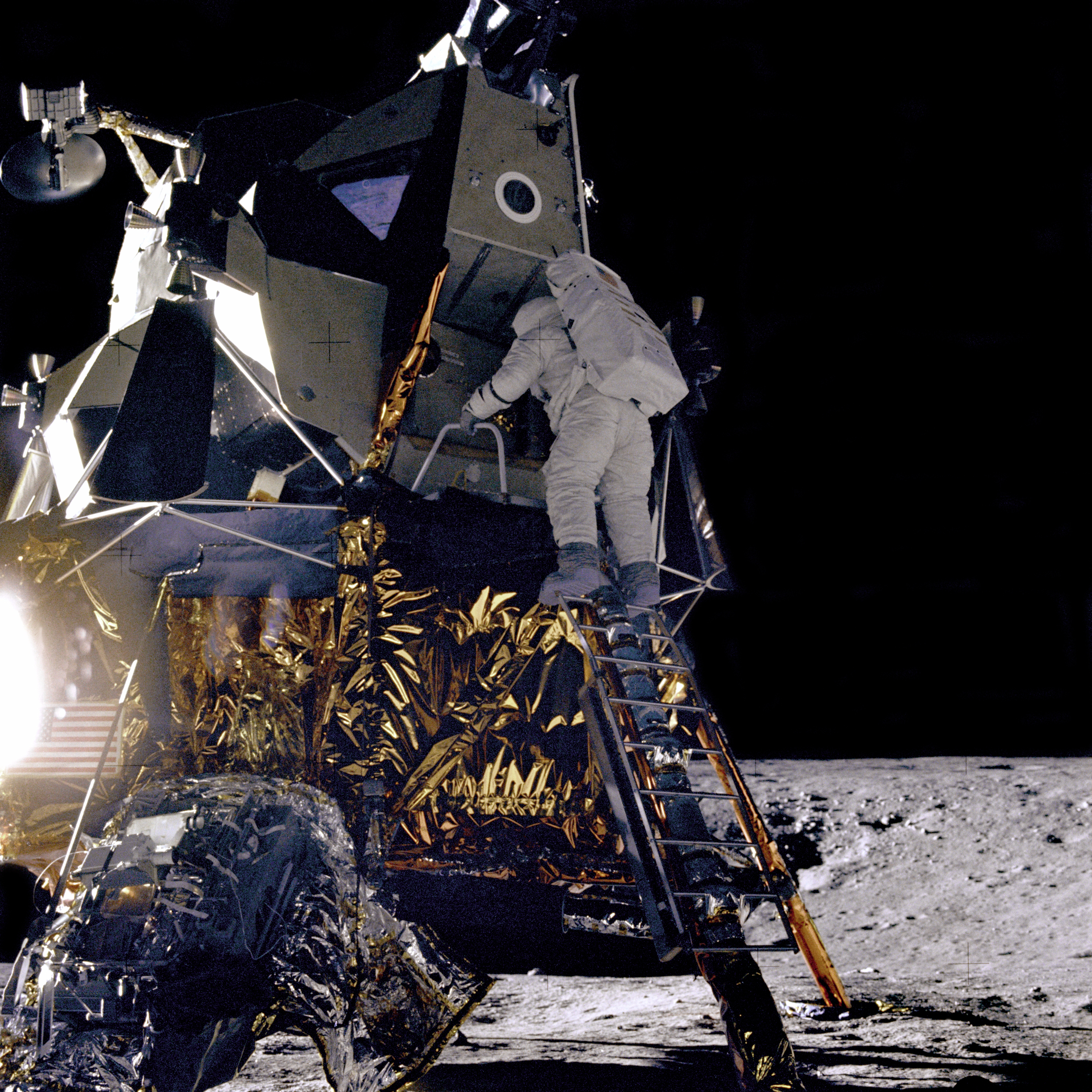
Алан Бин выходит из лунного модуля.

Бин спустился на поверхность Луны примерно через полчаса после Конрада и приступил к переносу камеры цветного телевидения для установки на штативе. При этом камера вышла из строя, проработав до этого примерно полчаса. Все попытки исправить камеру успехом не увенчались. Один из астронавтов даже слегка ударил по камере молотком, что вызвало появление на экране цветных полос, но затем изображение снова пропало. В дальнейшем прямой эфир шёл только в звуковом режиме
Специалисты на Земле предполагали, что пострадал светочувствительный слой трубки в результате того, что камера в течение 10-15 секунд была случайно направлена на Солнце или на корпус лунного модуля, отражавший солнечные лучи. Попытки исправить камеру продолжались и во время второго выхода астронавтов на поверхность Луны, но успеха также не принесли. Изначально не предполагалось возвращение телекамеры на Землю, но её пришлось забрать для анализа причин неисправности. Для этого астронавты выбросили около шести килограммов из образцов собранного во время первого выхода лунного грунта, чтобы на его место положить камеру и при этом сохранить расчётную развесовку и стартовую массу аппарата.
Бин и Конрад установили на поверхности Луны научные приборы, собрали дополнительный комплект образцов лунного грунта. Бин из озорства подбросил пенопластовую укупорку одного из приборов (по его словам, она достигла высоты примерно ста футов).
Первый выход астронавтов на поверхность Луны продолжался около четырёх часов. При этом запасы автономной ранцевой системы жизнеобеспечения были израсходованы далеко не полностью.
Возвратившись в лунный модуль после первого выхода, астронавты произвели подзарядку водой и кислородом автономных ранцевых систем жизнеобеспечения.
Затем последовал приём пищи и сон. Конрад спал не снимая скафандра из-за боязни распространить лунную пыль по кабине.

### Второй выход
Проснувшись и позавтракав, астронавты начали готовиться ко второму выходу на поверхность Луны.
Люк был открыт в 131 час 32 минуты 00 секунд бортового времени. Конрад спустился на поверхность Луны примерно через восемь минут, Бин — через пятнадцать.
Астронавты поправили один из научных приборов (упавший ионизационный манометр) и начали сбор образцов грунта, одновременно комментируя характер местности. Конрад дважды скатил в кратеры небольшие камни, что было зарегистрировано сейсмометром, установленным астронавтами во время первого выхода.

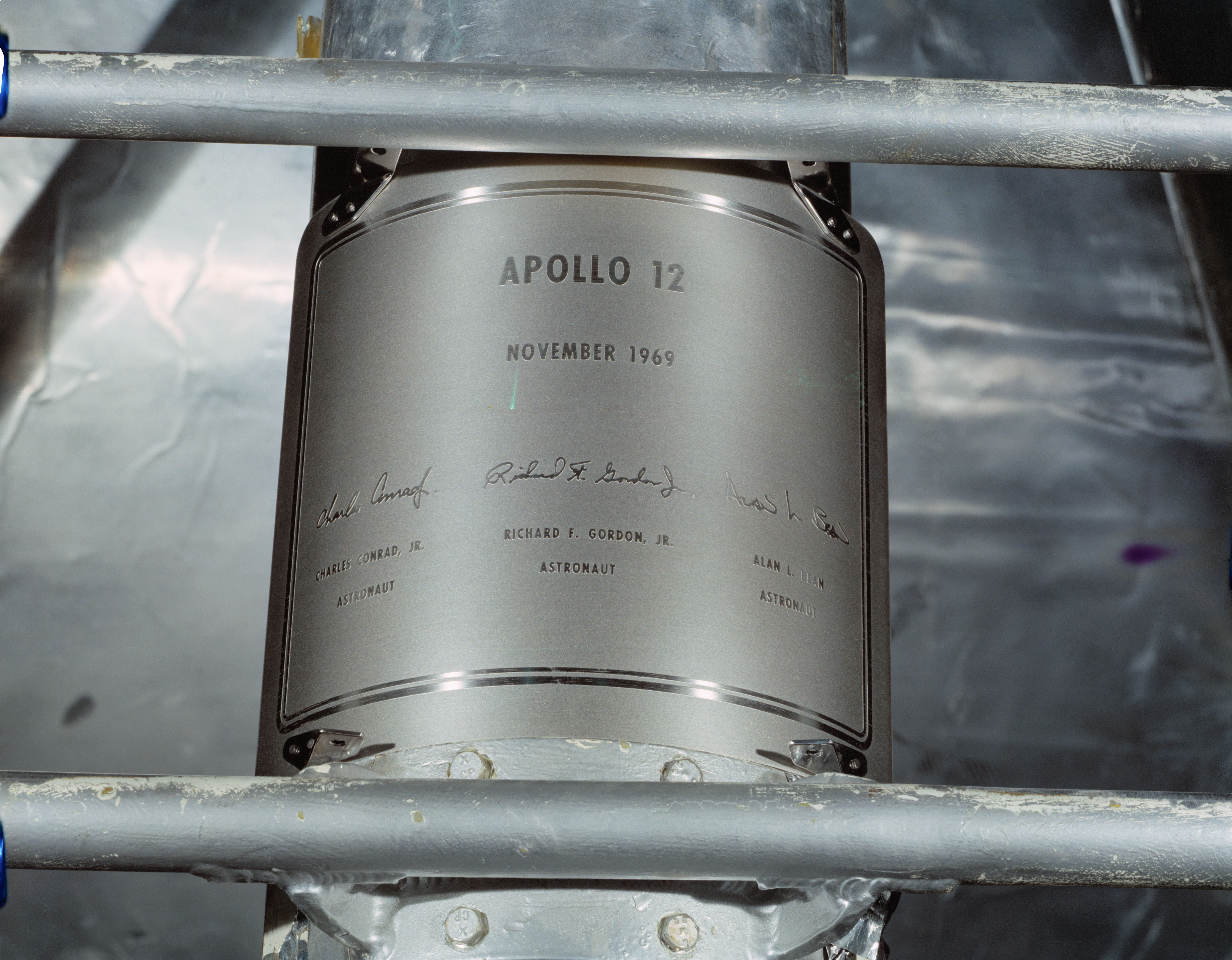
Мемориальная пластина на одной из опор посадочной ступени лунного модуля

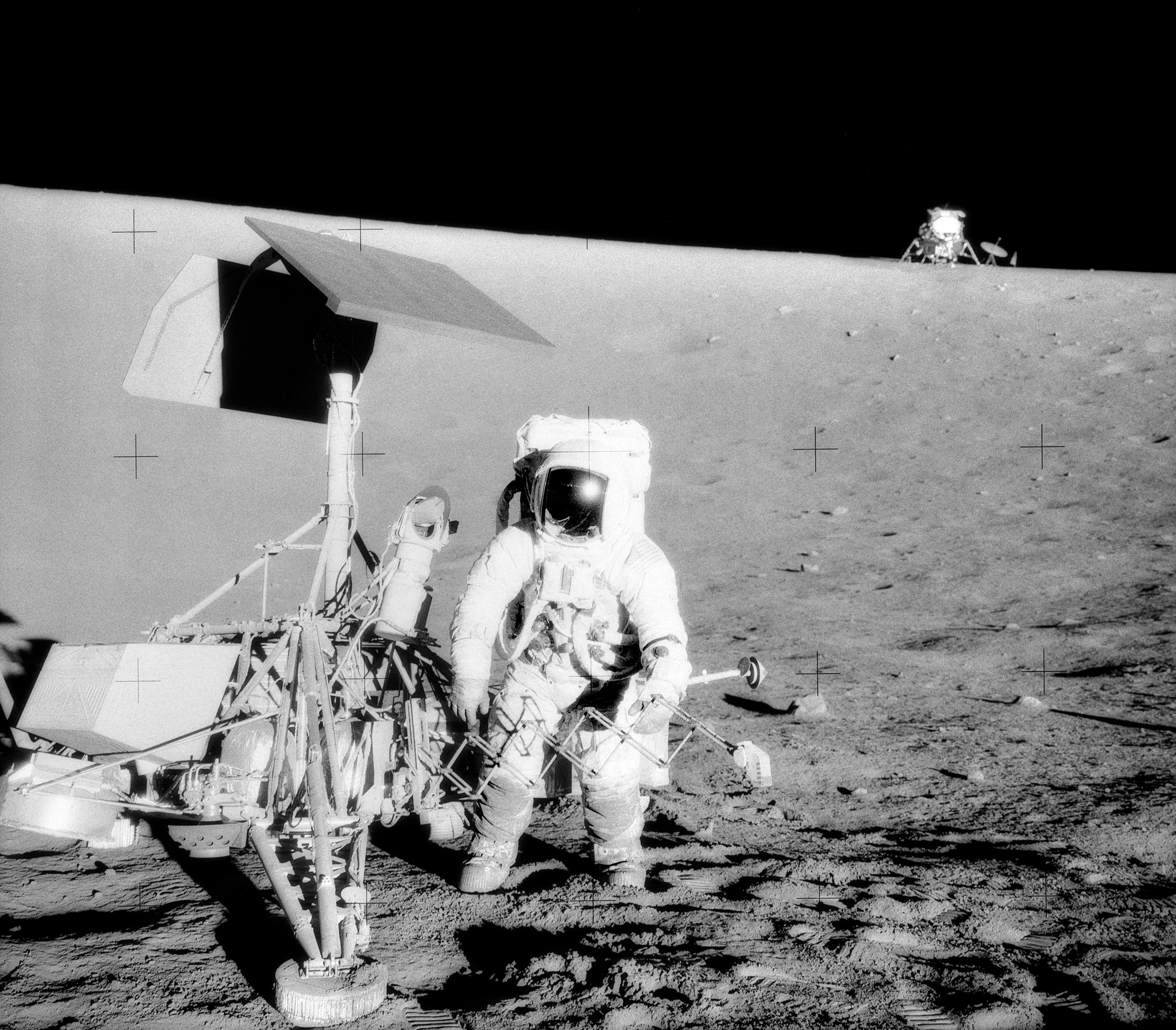
Конрад у аппарата «Сервейер-3». На заднем плане виден лунный модуль.

Астронавты обнаружили, что собирать образцы проще не с помощью инструментов, а руками. Когда один из них нагибался, чтобы взять образец, второй держал его за лямку. Один раз Конрад упал, но, как он отметил, на Луне падение происходит настолько медленно, что нет опасности порвать скафандр о камни.
Подойдя к краю кратера, где находился аппарат «Сервейер-3», астронавты начали спуск. Грунт на склоне оказался прочным и несыпучим, так что подстраховки с помощью верёвки не потребовалось. Подойдя к аппарату, астронавты сообщили, что он имеет не белый цвет, как при старте, а бурый, в то время как грунт вокруг него был серый. Астронавты сфотографировали и осмотрели аппарат, и, как и предусматривалось, демонтировали некоторые его детали, в том числе камеру.
На обратном пути к лунному модулю астронавты продолжили сбор образцов. Во время второго выхода общая протяжённость маршрута астронавтов составила примерно полтора километра, длительность выхода составила 3 часа 54 минуты.
Спустя час после окончания второго выхода астронавты снова разгерметизировали кабину лунного модуля и открыли люк, чтобы выбросить ставшие ненужными предметы, при этом по ошибке была выброшена одна фотоплёнка. Первоначально предполагали, что астронавты выбросили отснятую плёнку, но позже выяснилось, что была выброшена неэкспонированная.

## Старт с Луны и возвращение на Землю
Старт с Луны был произведён в 142 час 03 минуты 47 секунд полётного времени. Время пребывания на Луне составило 31 час 31 минуту 04 секунды.
Стыковка взлётной ступени лунного модуля и командного модуля была осуществлена на сто сорок шестом часу полёта. Сближение, снятое из командного модуля Ричардом Гордоном, передавалось по телевидению.
Через два часа после стыковки, почистив пылесосом скафандры и возвращаемые на Землю предметы, Конрад и Бин перебрались в отсек экипажа.
Ещё через час командный модуль и взлётная ступень лунного модуля были расстыкованы, командный модуль с помощью вспомогательных двигателей отведён на безопасное расстояние. Затем по команде с Земли был включён на торможение двигатель взлётной ступени, и она, как и предусматривалось, упала на Луну. Падение было зарегистрировано приборами, установленными экипажем на Луне.
На сто семьдесят третьем часу полёта, во время сорок шестого витка командного модуля вокруг Луны, был включён основной двигатель, который перевёл корабль на траекторию полёта к Земле.
Отделение отсека экипажа от служебного отсека командного модуля произошло на двести сорок пятом часу полёта.

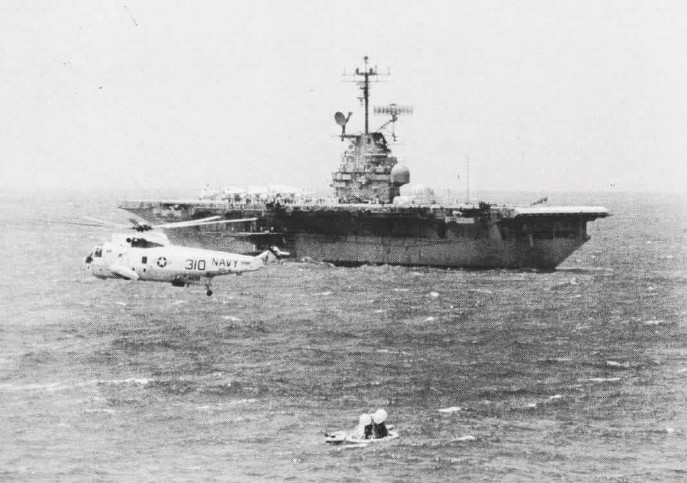
Отсек рядом с авианосцем USS Hornet.

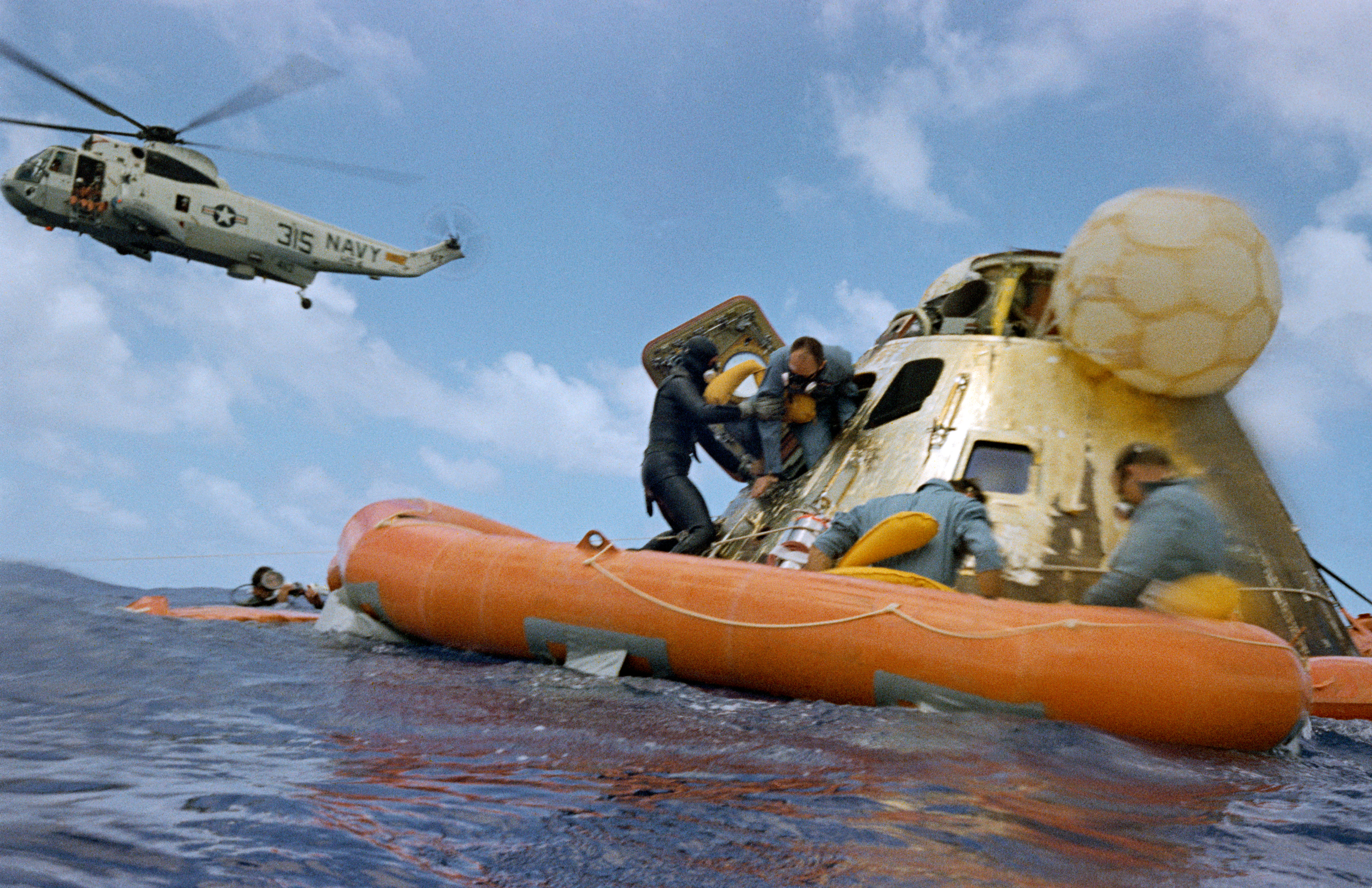
Отсек экипажа корабля «Аполлон-12» после приводнения

Отсек экипажа приводнился в 244 часа 25 минут 46 секунд полётного времени в 4,5 километра от авианосца «Хорнет»(CV-12) в Тихом океане в точке, расположенной между островами Кука и Американским Самоа. Координаты места посадки 15°28′ ю. ш. 165°54′ з. д..
На воде отсек экипажа первоначально установился в нерасчётном положении (днищем вверх), однако через несколько минут при помощи надувных баллонов-поплавков был перевёрнут в расчётное положение. При переворачивании сорвалась с кронштейна кинокамера и рассекла Бину бровь (позже астронавту наложили два шва).
Лёгкие водолазы подвели под отсек понтон, подали астронавтам через люк чистые комбинезоны и маски с респираторами (при полётах кораблей «Аполлон» 11, 12, 14 принимались карантинные меры из опасения занести на Землю опасные микроорганизмы, но так как никаких микроорганизмов обнаружено не было, начиная с полёта корабля «Аполлон-15» жёсткие послеполётные карантинные меры для астронавтов и образцов отменили).
Вертолёт доставил экипаж корабля на борт авианосца через 1 час 10 минут после приводнения.

## Некоторые итоги полёта
Были продемонстрированы преимущества исследования Луны с участием астронавтов — без их участия не удалось бы установить приборы в самом подходящем месте и обеспечить их нормальное функционирование.
В  международном ежегоднике «Наука и человечество» за 1970 год (председатель редакционной коллегии академик СССР М. Д. Миллионщиков, члены коллегии 12 академиков СССР в том числе М. В. Келдыш, И. И. Артоболевский, Б. В. Гнеденко и др.) в разделе «Космический дневник» отмечается, что после расстыковки командного модуля и взлётной ступени лунного модуля по команде с Земли был включён на торможение двигатель взлётной ступени. Ступень лунного модуля весом примерно в 2,5 тонны упала на Луну на расстоянии 62 км от точки посадки лунного модуля «Аполлона-12». Скорость в момент столкновения составляла 6030 км/ч. Сейсмограф зафиксировал колебания лунной поверхности. В первые 7—8 минут отмечались интенсивные колебания с частотой 1—1,5 колебания в секунду, а затем были зафиксированы затухающие колебания в течение 30 мин и более. Как отмечается в разделе, такие длительные остаточные колебания не могут быть объяснены в рамках существующей лунной модели. Одновременно, была получена «интересная» телеметрическая информация от магнитометра. Согласно измерениям, напряженность магнитного поля Луны оказалась в 20 раз сильнее, чем считалось ранее. Ученые предполагают, что полученные измерения "связаны с локальным магнетизмом, например с крупной намагниченной массой в подповерхностном слое Луны в районе посадки лунного модуля «Аполлона-12». Возможно, существует какая-то связь между полученными измерениями и загадочными масконами — «концентрациями масс», которые возможно «оказывают возмущающее воздействие на селеноцентрические орбиты космических кораблей и аппаратов». 
Неожиданно странным оказался тот факт, что слой лунной пыли в месте прилунения лунного модуля «Аполлона-12» оказался толще, чем в месте прилунения модуля «Аполлона-11». 
Анализ лунного грунта, доставленного экипажем «Аполлона-12» из Океана Бурь, обнаружил большие отличия от результата анализа лунных пород из Моря Спокойствия, доставленных на Землю экипажем «Аполлона-11». В частности, анализ образцов с помощью калий-аргонового датирования установил, что возраст пород из Океана Бурь составляет примерно 2,3—2,5 млрд лет. Полученные данные «поставили перед учеными больше новых загадок, чем дали ответы на старые».
В грунте, доставленном «Аполлон-12» были впервые обнаружены KREEP-породы
.
Изучение демонтированных астронавтами деталей аппарата «Сервейер-3» показало, что примерно за тысячу суток пребывания на Луне они подверглись весьма незначительному воздействию метеорных частиц. В куске пенопласта, помещённом в питательную среду, были обнаружены бактерии из числа обитающих в полости рта и носа человека. Очевидно, бактерии попали в пенопласт при предполётном ремонте аппарата с выдыхаемым воздухом или слюной одного из техников. Таким образом, выяснилось, что, попав вновь в селективную среду, земные бактерии способны к размножению после почти трёхлетнего пребывания в лунных условиях. Однако существует также предположение, что бактерии были занесены на деталь уже после её возвращения на Землю.
В первой половине 1970 года НАСА организовала раздачу 1620 образцов лунного грунта, доставленных астронавтами, общей массой 13 килограмм, для исследования в лабораториях Австралии, Бельгии, Канады, Чехословакии, Финляндии, Западной Германии, Японии, Кореи, Испании, Швейцарии, Великобритании, Южной Африки, Италии, Франции, Норвегии, Индии и США
Третья ступень РН «Сатурн-5» экспедиции «Аполлон-12» была обнаружена канадским астрономом-любителем в 2002 году как объект J002E3.  Изначально предполагалось, что ступень будет выведена на гелиоцентрическую орбиту, однако из-за нештатного пуска двигателей прошла вблизи Луны 18 ноября 1969 года и осталась на квазистабильной геоцентрической орбите.